# フラカン一座、熱狂低気圧 磔磔ライブ
「フラカン一座、熱狂低気圧 磔磔ライブ」（フラカンいちざ、ねっきょうていきあつ たくたくライブ）は、フラワーカンパニーズのライブ・アルバム。

## 概要
- 初のライブアルバム。2003年7月4日、5日に京都・磔磔にて行われたライブ音源を収録。
- ライブ会場・通販限定発売。現在は販売終了している。

## 収録曲
1. NUDE CORE R&R (3:41)
2. 白眼充血絶叫楽団 (1:52)
3. カリフォルニア (2:30)
4. 丑三つのライダー (2:27)
5. NO WAY OUT (2:51)
6. 馬鹿の最高 (3:16)
7. 買い物へいこう (3:29)
8. 人間の爆発 (4:37)
9. むきだしの赤い俺 (5:30)
10. ホルスター (4:34)
11. モンキー (4:14)
12. 発熱の男 (6:03)
13. 吐きたくなるほど愛されたい (5:26)
14. たらちね (8:21)
15. 真赤な太陽 (4:48)
16. メンバー紹介 (0:31)
17. 真冬の盆踊り (4:15)
18. YES,FUTURE (2:13)
19. NE-NA (2:08)